# Wilhelm Scharenberg
Wilhelm Scharenberg, vollständig Johann Christoph Wilhelm Scharenberg (* 7. Dezember 1815 in Berlin; † 4. Dezember 1857 in Erdmannsdorf) war ein deutscher Mineraloge.

## Leben
Johann Christoph Wilhelm Scharenberg war ein Sohn des Werkmeisters Christoph Scharenberg. Dieser war bei den Königlichen Unterstützungsanstalten für Spinner und Weber angestellt. Nach der Versetzung des Vaters wuchs er in Glatz auf, wo er das Gymnasium besuchte und 1836 mit dem Abitur abschloss.
Er ging zum Studium der Naturwissenschaften an die Universität Berlin. 1840 verlebte er sechs Monate in Paris. Nach einer Zeit als Hauslehrer bei der Familie des Bankiers Carl von Wallenberg bestand er 1846 das Examen pro facultate docendi. Für sein Probejahr unterrichtete er am Friedrich-Wilhelms-Gymnasium in Berlin.
Zahlreiche Reisen mit den Wallenbergs führten ihn in die Schweiz sowie nach Frankreich, Spanien und England.
1851 wurde er mit einer Dissertation über Graptolithen an der Universität Breslau zum Dr. phil. promoviert; 1854 erhielt er die Ernennung zum Privatdozenten und übernahm als Kustos die Leitung ihres mineralogischen Cabinets. Er hielt auch Vorlesungen über physische Geographie, Meteorologie und Gletscherkunde. Sein Handbuch für Sudeten-Reisende, das mehrere Auflagen erlebte, war geprägt von eigenen Beobachtungen: „Es war für Schlesien der erste Versuch einer wissenschaftlichen Periegese.“

## Werke
- Handbuch für Sudeten-Reisende mit besonderer Berücksichtigung für Freunde der Naturwissenschaften und die Besucher schlesischer Heilquellen. 1846 (Digitalisat und Volltext, Bayerische Staatsbibliothek)

2. Auflage 1850, 3. Auflage (posthum) 1862, bearbeitet von Christian Friedrich Heinrich Wimmer (Digitalisat)
- Über die Graptolithen mit besonderer Berücksichtigung der bei Christiania vorkommenden Arten. Breslau: Nischkowsky 1854 (Diss., Digitalisat)